# Charly Jellen
Charles „Charly“ Jellen (geboren 1909 in Znaim, Mähren; gestorben am 7. Mai 1934 in München) war ein österreichischer Automobilrennfahrer und Unternehmer.

## Leben
Nach seiner Geburt lebte Jellen einige Jahre in Graz, bevor er 1932 nach München auswanderte und dort ein Autohaus eröffnete. Seine Rennsportkarriere begann mit der Teilnahme an verschiedenen Bergrennen in Österreich, der Tschechoslowakei, Frankreich, Deutschland, Ungarn, Italien, Rumänien und der Schweiz. Das Rennen am Prebichl gewann er 1932 zwei Mal. 1933 siegte er beim Hohnstein-Bergrennen. Seine ersten Rennwagen waren Bugatti, später fuhr er einen Alfa Romeo 8C 2300 „Monza“ gemeinsam mit Paul Pietsch im Team.
Auf der Rundstrecke erreichte Jellen beim Internationalen AVUS-Rennen 1933 einen viel beachtlichen fünften Platz, bedingt allerdings durch den Start von der Pole-Position, die damals nicht der Trainingsschnellste innehatte, sondern ausgelost wurde. Dieses sollte jedoch seine einzige Zielankunft bei einem offiziellen Grand Prix sein.

### Tödlicher Unfall
Am 7. Mai 1934 testete Jellen seinen Alfa Romeo für das bevorstehende AVUS-Rennen auf der Reichsautobahn 9 zwischen München und Ingolstadt – jenem Teilstück, auf dem Ernst Jakob Henne auf BMW zahlreiche Weltrekorde aufstellte. An der Wende Neuherberg verlor er die Kontrolle über den Wagen und überschlug sich. Der 25-jährige starb wenig später im Klinikum Schwabing an einem Schädelbruch und inneren Verletzungen.

## Privates
Ab 1933 lebte Jellen mit der damals 22-jährigen Ilse Engel zusammen, die er ein Jahr zuvor bei einem Flugplatzrennen kennenlernte und die zu der Zeit noch mit einem Frankfurter Geschäftsmann verheiratet war. Nach wenigen Monaten begann sie jedoch ein Verhältnis mit Jellens Teamkollegen und Freund Paul Pietsch, den sie bald heiratete aber wiederum für Achille Varzi verließ.

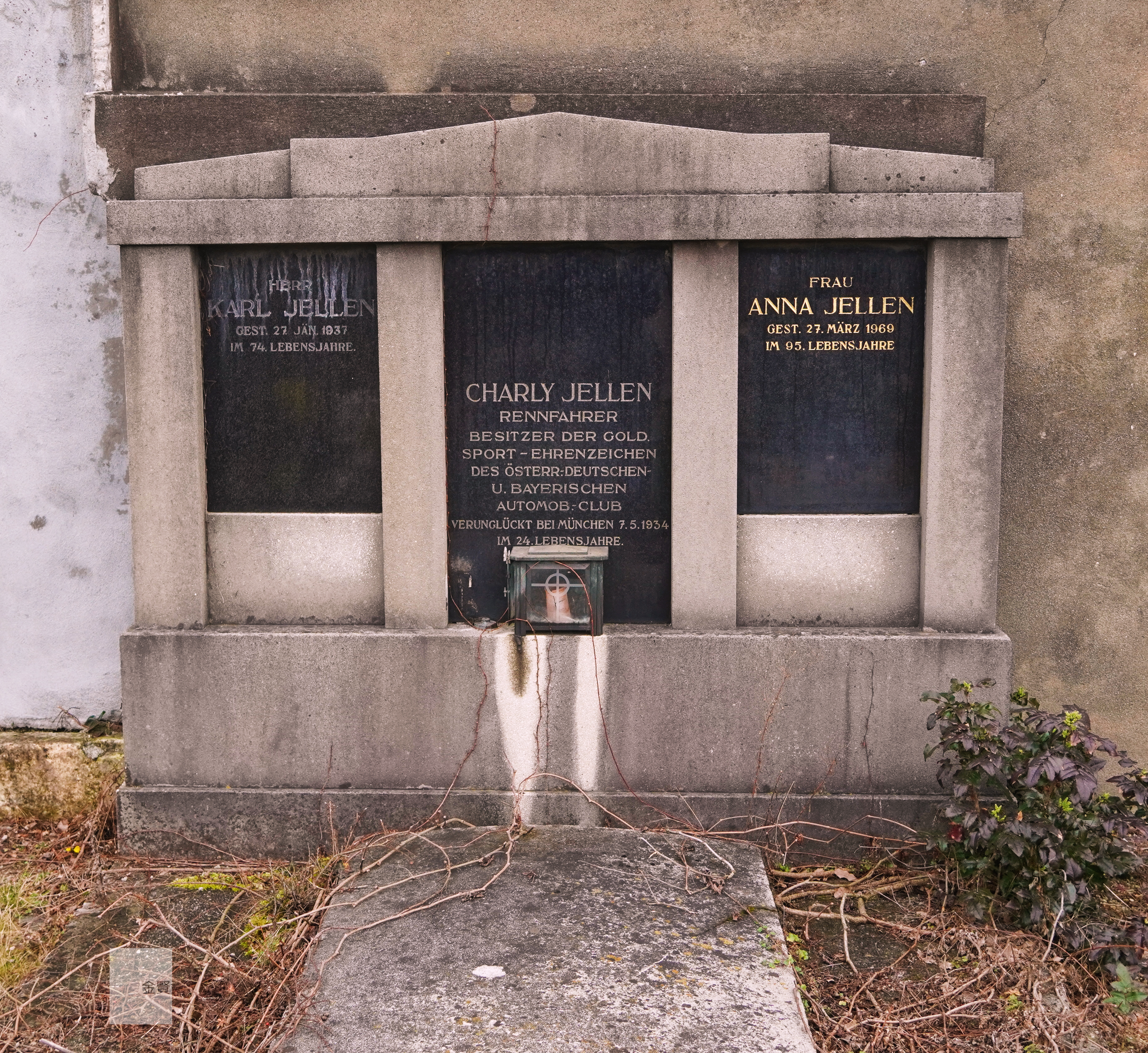
Familiengrab Jellen im Steinfeldfriedhof in Graz

Jellen wurde am 14. Mai 1934 im Steinfeldfriedhof in Graz beigesetzt.